# Текате
Текате (исп. Tecate) — город в Мексике, штат Нижняя Калифорния, входит в состав одноимённого муниципалитета и является его административным центром. Численность населения, по данным переписи 2020 года, составила 81 059 человек.

## Топонимика
Происхождение названия Tecate точно не исследовано, но известно, что оно происходит от коренных народов. Предполагается, что оно может означать: срезанный камень или срезанное дерево.

## Расположение
Город расположен на севере штата Нижняя Калифорния, на границе с США, здесь работает пограничный переход.

## История
14 марта 1861 года декретом президента Бенито Хуареса была создана эхидо Текате, а официальной датой возникновения населённого пункта считается 2 апреля 1888 года.
В 1914 году через посёлок было запущено железнодорожное сообщение Тихуана — Тусон, что привело к экономическому росту и притоку населения в Текате.
В 1919 году его статус повышается до малого города, а в 1954 году — до города.
В 1943 году в Текате разворачивается производство пива и масла.